# St. Mauritius (Erbach)

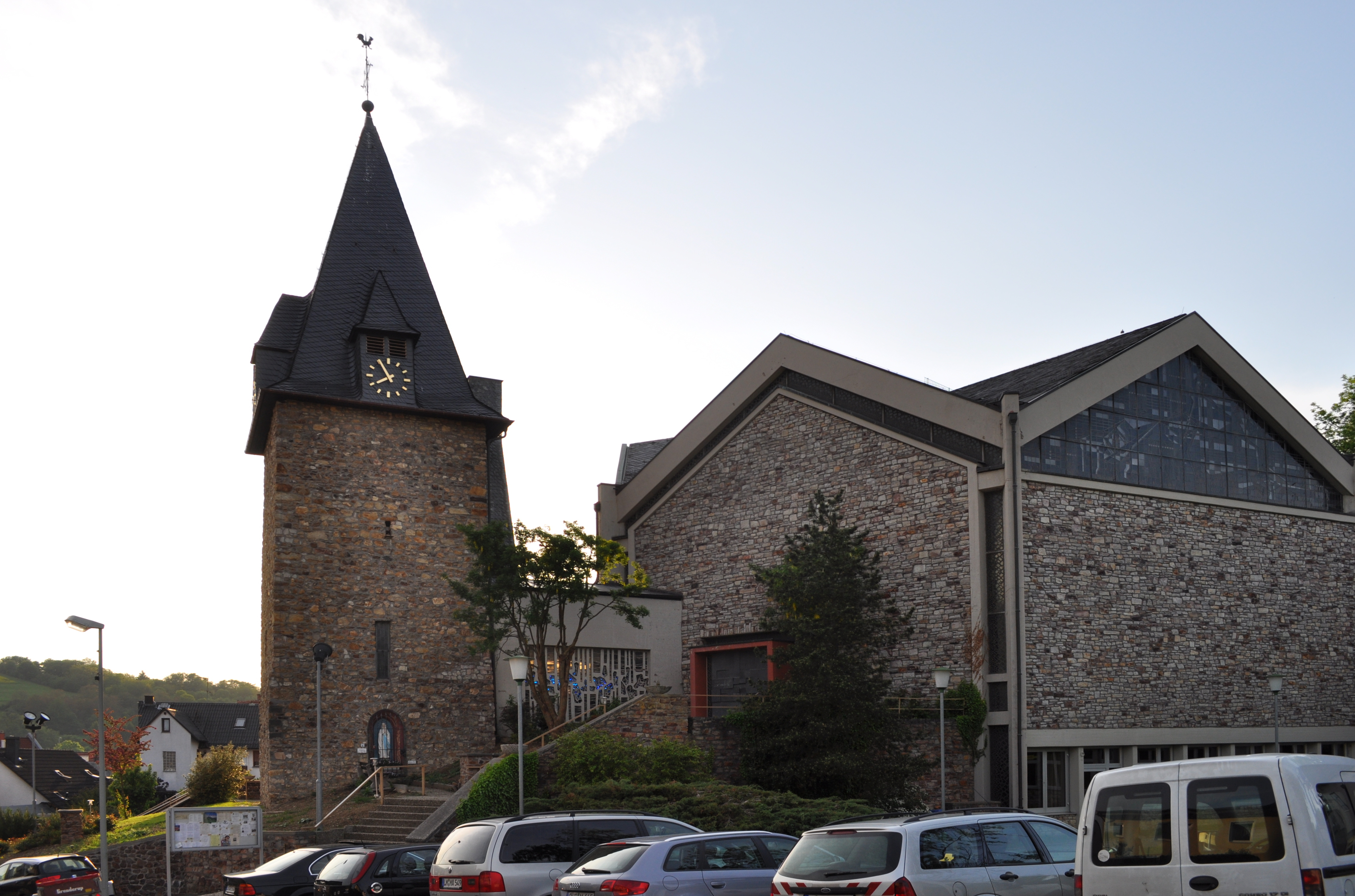
St. Mauritius

Die römisch-katholische Kirche St. Mauritius steht in Erbach, einem Stadtteil der Stadt Bad Camberg im Landkreis Limburg-Weilburg (Hessen). Die Kirchengemeinde gehört zum Bistum Limburg. Der historische Kirchturm und die Grabkreuze des 17./18. Jahrhunderts, darunter ein Kreuz mit bemerkenswerter Darstellung einer Memento mori-Gruppe, sind als Kulturdenkmal geschützt.

## Beschreibung
Um 1100 entstand die erste Kapelle, die als St.-Georgs-Kapelle 1328 namentlich erwähnt wurde. Anstelle dieser Kapelle entstand im Mittelalter eine Wehrkirche mit dem noch heute bestehenden mächtigen Chorturm, das Wahrzeichen des Ortes. Wegen Baufälligkeit der Kapelle wurde 1817 mit dem Bau einer Kirche begonnen, die bis 1969 unverändert blieb. Dann wurde das Langhaus dieser Saalkirche 1969 durch einen sechseckigen Zentralbau in Form eines Zeltes ersetzt, weil die Bevölkerung stark angewachsen war. 
Diese Kirche wurde am 27. September 1970 eingeweiht. Die Kirchenbänke scharen sich in vier Reihen um den vorgezogenen Altar. Der Raum ist geprägt durch den Altar, den Ambo, ein Relief an der Wand und den Tabernakel aus Aluminium-Guss. Nur wenige Elemente, wie der Marienaltar, die Statue des Heiligen Mauritius und das Kruzifix des ehemaligen Hochaltars, erinnern an die Vorgängerkirche. Die Empore trägt die Orgel, die Christian Friedrich Voigt 1858 gebaut hat. Im Glockenstuhl des Kirchturms hängen vier Kirchenglocken von 1949:
| Name                | Schlagton | Gewicht (kg) |
| ------------------- | --------- | ------------ |
| Mauritius-Glocke    | fis‘      | 660          |
| Muttergottes-Glocke | h‘        | 291          |
| Josefs              | c‘        | 390          |
| Georgs-Glocke       | cis‘‘     | 300          |

Die ursprünglichen Kirchenglocken als auch das Folgegeläut wurden im Ersten Weltkrieg bzw. im Zweiten Weltkrieg beschlagnahmt und eingeschmolzen.